# Шаулиха
Шау́лиха (укр. Шаулиха) — село в Тальновском районе Черкасской области Украины.
Население по переписи 2001 года составляло 502 человека. Почтовый индекс — 20411. Телефонный код — 4731.

## Местный совет
20411, Черкасская обл., Тальновский р-н, с. Шаулиха, ул. Космонавтов, 9